# Jewgenija Kusnezowa
Jewgenija Kusnezowa (russisch Евгения Кузнецова, engl. Transkription Yevgeniya Kuznetsova; * 1. Januar 1936 in Tambow) ist eine ehemalige sowjetische Diskuswerferin.
Bei den Olympischen Spielen wurde sie 1960 in Rom und 1964 in Tokio jeweils Fünfte.
Ihre persönliche Bestleistung von 57,19 m stellte sie am 28. September 1964 in Chabarowsk auf. 